# Kolárovice
Kolárovice (ungarisch Kolaróc – bis 1907 Kollárovic) ist eine Gemeinde im Nordwesten der Slowakei mit 1786 Einwohnern (Stand 31. Dezember 2024), die zum Okres Bytča, einem Teil des Žilinský kraj gehört.

## Geographie
Die Gemeinde befindet sich im Javorník-Gebirge im Tal des Baches Kolárovický potok. Das 27,54 km² große Gemeindegebiet ist im Südteil hügelig, im Nordteil bergig, wo es auf den Hauptkamm des Javorník-Gebirges steigt. Es gibt vorwiegend Braunböden und die Wälder sind im ganzen Gemeindegebiet verstreut. Das Ortszentrum liegt auf einer Höhe von 390 m n.m. und ist sechs Kilometer von Bytča sowie 24 Kilometer von Žilina entfernt.
Verwaltungstechnisch gliedert sich die Gemeinde in sieben Gemeindeteile, diese sind Babiše, Bršlica, Čiakov, Kolárovice, Korytné, Slopkov und Škoruby.

## Geschichte
Der Ort wurde zum ersten Mal 1312 als Henrici villa  (Henrichsdorf) schriftlich erwähnt, nach dem Namen des ersten Richters, der Henrich hieß. Das Dorf gehörte anfangs zum Herrschaftsgut der Burg Hričov, später zu jenen von Bytča. 1784 zählte man 439 Häuser und 2020 Einwohner, 1828 436 Häuser und 2065 Einwohner. Haupteinnahmequellen waren Drahtbinderei, Forstwirtschaft sowie Arbeit in einer Säge.
Bis 1918 gehörte der im Komitat Trentschin liegende Ort zum Königreich Ungarn und kam danach zur Tschechoslowakei beziehungsweise heute Slowakei. Bis heute hat sich das Dorf seine zahlreiche Einzelsiedlungen erhalten.

## Bevölkerung
| Jahr                | 1994 | 2004    | 2014    | 2024    |
| ------------------- | ---- | ------- | ------- | ------- |
| Anzahl der Personen | 1960 | 1890    | 1825    | 1786    |
| Unterschied         |      | −3,57 % | −3,43 % | −2,13 % |

| Jahr                | 2023 | 2024    |
| ------------------- | ---- | ------- |
| Anzahl der Personen | 1793 | 1786    |
| Unterschied         |      | −0,39 % |

Nach der Volkszählung 2011 wohnten in Kolárovice 1826 Einwohner, davon 1807 Slowaken, drei Tschechen und ein Pole. 15 Einwohner machten keine Angaben. 1707 Einwohner bekannten sich zur römisch-katholischen Kirche, zehn Einwohner zu den Siebenten-Tag-Adventisten, sieben Einwohner zur evangelischen Kirche A. B., fünf Einwohner zu den Zeugen Jehovas, vier Einwohner zur reformierten Kirche, drei Einwohner zur orthodoxen Kirche und zwei Einwohner zur evangelisch-methodistischen Kirche. 12 Einwohner waren anderer Konfession. 32 Einwohner waren konfessionslos und bei 56 Einwohnern ist die Konfession nicht ermittelt.
Ergebnisse der Volkszählung 2001 (1915 Einwohner):
| Nach Ethnie: - 99,11 % Slowaken - 0,26 % Tschechen - 0,10 % Polen - 0,05 % Roma | Nach Konfession: - 95,30 % römisch-katholisch - 2,04 % keine Angabe - 1,57 % konfessionslos - 0,31 % evangelisch |

## Bauwerke
- römisch-katholische Kirche im spätklassizistischen Stil aus den Jahren 1870–73
- Pfarrhof im klassizistischen Stil aus der ersten Hälfte des 19. Jahrhunderts